# اینخه ۲۴۹۴
سیارک ۲۴۹۴ (به انگلیسی: 2494 Inge، نامگذاری:1981LF) دو هزار و چهارصد و نود و چهارمین سیارک کشف شده‌است که در ۴ ژوئن ۱۹۸۱ کشف شد.
قدر مطلق سیارک برابر ۱۰٫۶۰ است.